# 804

## Nașteri
- dată necunoscută: Abu Tammam  (d. ?)
- dată necunoscută: Abu Yazid al-Bistami  (d. 846)

## Decese
- 19 mai: Alcuin, învățat, consilier al lui Carol cel Mare (n. 735)